# The Island of the Fay

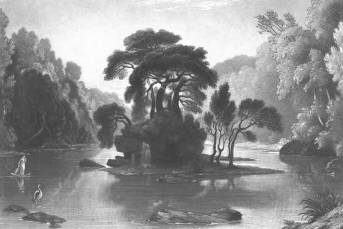
Das Mezzotinto von John Sartain nach John Martin, das Poe anregte

Die Erzählung The Island of the Fay (Die Insel der Fee) von Edgar Allan Poe wurde in Graham's Lady's and Gentleman's Magazine 1841 erstveröffentlicht. Als Motto setzte Poe sein Sonett To Science über den Text.

## Inhalt
Der Ich-Erzähler nähert sich seinem Gegenstand gleichsam kreisend. Er geht aus von einem Zitat aus den Contes moraux von Marmontel, in dem dieser behauptet, die Musik sei das einzige Talent, das man ganz für sich genießen könne. Dem widerspricht der Erzähler: Die Musik bedürfe nicht nur des Musikers, sondern auch des Zuhörers. Ganz allein genießen könne man allein das Betrachten einer Landschaft, die freilich frei sein müsse vom „stain“ (Makel) der Anwesenheit eines nichtpflanzlichen Lebewesens, sie dürfe nur aus kurzem Gras, Blumen, Bäumen, Wäldern und Bergen bestehen. Der Ich-Erzähler dehnt seine Betrachtung ins Kosmische hinein aus, das ihm in konzentrischen Kreisen um den einzigen Mittelpunkt – Gott – zu zirkulieren scheint, der auf uns Menschen mit derselben Erhabenheit blicke wie wir auf „animalculae“ (Mikroben). Dann erst, im letzten Drittel des Textes, berichtet er, wie er auf einer Wanderung auf eine von einem Bach umflossene Insel stieß, die ihm zwei Seiten zu haben schien: Eine von der untergehenden Sonne hell beleuchtete westliche, die er als „all one radiant harem of garden beauties“ (strahlenden Harem von Gartenschönheiten) beschreibt, und eine grabesdunkle östliche Seite, wo „sombre, yet beautiful and peaceful gloom“ (düstere, doch friedvolle Melancholie) alles durchdringt. Es geht dem Betrachter durch den Kopf, „this is the haunt of the few gentle Fays who remain from the wreck of the race“ (dies wird das Reich der wenigen holden Feen sein, die noch vom Untergang ihres Geschlechtes übriggeblieben sind). Sehr bald erschafft seine Einbildungskraft eine von ihnen, nimmt sie wahr, wie sie in einem „fragile canoe“ (zerbrechlichen Boot) die verzauberte Insel umrundet. Er vergleicht das Sterben einer Fee mit dem schattenhaften Hinwegschwinden eines Baumes in die Dunkelheit des Wassers. Die Beschreibung endet mit dem Einbruch völliger Dunkelheit.

## Entstehung
Zusammen mit der Erzählung veröffentlichte Graham's Lady's and Gentleman's Magazine im Juni 1841 ein Mezzotinto von John Sartain, angeblich nach einem Ölgemälde von John Martin. Diese Abbildung passte so gut zu Poes Text, dass man sie für dessen Illustration halten konnte; jedoch war es wahrscheinlich umgekehrt: Poe hat sich zu seinem Text durch das Mezzotinto Sartains inspirieren lassen. Im selben Jahr veröffentlichte Poe auch die Erzählung Eleonora, die in ihrer Naturschilderung The Island of the Fay sehr nahe ist und das Motiv des gleichzeitigen Sterbens einer Frauengestalt und der sie umgebenden Natur aufgreift. John Sartain, mit dem Poe seit der Arbeit bei Graham's in Philadelphia befreundet war, spielte in dessen letzten Lebenswochen eine besondere Rolle.

### Deutsche Übersetzungen (Auswahl)
- 1901: Hedda Moeller und Hedwig Lachmann: Die Feeninsel. J.C.C. Bruns, Minden.
- 1922: Franz Blei: Die Feeninsel. Rösl & Cie., München.
- 1922: Theodor Etzel: Feenland. Propyläen, München
- 1948: Marie Ewers: Die Insel der Fee. Ullstein, Wien
- 1966: Arno Schmidt: Das Eiland und die Fee. Walter Verlag, Freiburg i. Br.

## Einordnung ins Gesamtwerk
Vergleicht man die Bitterkeit, mit der Poe die Wissenschaft als Zerstörerin der Poesie in seinem Sonett To Science (das er diesem Text als Motto voranstellte) angegriffen hat, mit der aufgeklärten Nostalgie, die in The Island of the Fay zum Ausdruck kommt, wird deutlich, dass er in den 12 Jahren seit 1829 einen weiten Weg zurückgelegt hat. Während er in dem Sonett die Hamadryaden, Najaden und Elfen noch als wirkliche Vertriebene beklagt, ist ihm die Fee hier das mit skeptischem Vorbehalt präsentierte Produkt träumerischer Einbildung, und in den kosmologischen Ausführungen kündigt sich bereits in Poes Essay Heureka an, sein großer Versuch, Poesie und Wissenschaft zu vereinen.

## Literarische Bezüge
- „Nullus enim locus ...“ (Denn kein Ort ist ohne Genius) – Servius, Vergilkommentator
- Jean-François Marmontel, von dessen Contes moraux schon Lessing fand, dass sie ihren Titel nicht verdienen.
- Pomponius Mela, antiker Kartograph
- „La solitude est une belle chose ...“ (Die Einsamkeit ist was Schönes, aber man braucht jemanden, der einem sagt, dass sie was Schönes ist.) „Das wohlbekannte Werk Zimmermanns“ – gemeint ist dessen Hauptwerk Über die Einsamkeit.
- „So blended bank and shadow there ...“ (Ufer und Schatten so vermengt ...) Geändertes Selbstzitat Poes aus seinem Gedicht The City in the Sea
- „Florem putares ...“ (Du glaubst, eine Blume schwömme durch flüssigen Äther) – Jean Commire (1625–1702), franz. Jesuit, bekannt für seine eleganten lateinischen (Nach)Dichtungen.